# Campylotes atkinsoni
Campylotes atkinsoni är en fjärilsart som beskrevs av Moore 1879. Campylotes atkinsoni ingår i släktet Campylotes och familjen bastardsvärmare. Inga underarter finns listade i Catalogue of Life.